# Mammea bongo
Mammea bongo là một loài thực vật có hoa trong họ Calophyllaceae. Loài này được (R. Vig. & Humbert) Kosterm. mô tả khoa học đầu tiên năm 1956.